# Sakhiourta
Sakhiourta (en russe : Сахюрта) est un village de l'oblast d'Irkoutsk, en Russie. Sa population s'élevait à 224 habitants en 2017.